# Cynisca williamsi
Cynisca williamsi är en ödleart som beskrevs av  Carl Gans 1987. Cynisca williamsi ingår i släktet Cynisca och familjen Amphisbaenidae.
Artens utbredningsområde är Ghana. Inga underarter finns listade i Catalogue of Life.